# Karácsonyest, az illatos
A Karácsonyest, az illatos egy kevéssé ismert magyar karácsonyi ének. Szövegét Siklósi József írta, a dallam szerzője nem ismert.